# Arraial
Arraial là một đô thị thuộc bang Piauí, Brasil. Đô thị này có diện tích 635,818 km², dân số năm 2007 là 5002 người, mật độ 7,87 người/km².